# دينيس أليبيك
دينيس أليبيك (بالرومانية: Denis Alibec) (مواليد 5 يناير 1991) هو لاعب كرة قدم. يلعب في منتخب رومانيا لكرة القدم. سبق له أن لعب في بطولة أمم أوروبا لكرة القدم 2016 مع منتخب بلاده.

## روابط خارجية
- دينيس أليبيك على موقع الاتحاد الدولي (مؤرشف)  (الإنجليزية)
- دينيس أليبيك على موقع الاتحاد الأوربي (الإنجليزية)
- دينيس أليبيك على موقع اتحاد تركيا (لاعب) (الإنجليزية)
- دينيس أليبيك على موقع قاعدة بيانات كرة القدم.إي يو (الإنجليزية)
- دينيس أليبيك على موقع ناشيونال فوتبول تيمز (الإنجليزية)
- دينيس أليبيك على موقع Soccerbase.com (لاعب) (الإنجليزية)
- دينيس أليبيك على موقع Soccerway.com (الإنجليزية)
- دينيس أليبيك على موقع عالم كرة القدم.نت (الإنجليزية)
- دينيس أليبيك على موقع كووورة
- دينيس أليبيك على موقع AS.com (الإسبانية)